# Аккудицький сільський округ (Хромтауський район)
Аккуди́цький сільський округ (каз. Аққұдық ауылдық округі, рос. Аккудыкский сельский округ) — адміністративна одиниця у складі Хромтауського району Актюбінської області Казахстану. Адміністративний центр — село Аккудик.
Населення — 675 осіб (2021; 508 у 2009, 813 у 1999, 1665 у 1989).
Станом на 1989 рік існувала Кредиковська сільська рада (села Карасу, Катинадир, Кредиковка, Підхоз). 1999 року до складу сільського кругу була приєднана територія площею 521,05 км² та населені пункти Коктау і Карабаз Коктобинського сільського округу. Того ж року Кредиковський сільський округ отримав сучасну назву. 2006 року від сільського округу було відокремлено територію площею 521,67 км² та населені пункти Коктау і Карабаз з метою утворення нового Коктауського сільського округу. Село Карасу ліквідовано 2012 року, село Катинадир — 2019 року.

## Склад
До складу округу входять такі населені пункти:
| Населений пункт   | Колишні назви | Населення, осіб (1989) | Населення, осіб (1999) | Населення, осіб (2009) | Населення, осіб (2021) |
| ----------------- | ------------- | ---------------------- | ---------------------- | ---------------------- | ---------------------- |
| Аккудик, село     | Кредиковка    | 1121                   | 644                    | 476                    | 675                    |
| --Карасу, село    | -             | 211                    | 98                     | 1                      | -                      |
| --Катинадир, село | -             | 127                    | 71                     | 31                     | -                      |
| Підхоз, село      | -             | 206                    | -                      | -                      | -                      |